# Halfmoon Bluff
L'Halfmoon Bluff è una falesia rocciosa antartica, che si affaccia sul fianco orientale del Ghiacciaio Shackleton, appena a nord della bocca del Ghiacciaio Brunner, nelle Cumulus Hills dei Monti della Regina Maud, in Antartide.   
La denominazione è stata assegnata dalla Texas Tech Shackleton Glacier Expedition (1964–65), la spedizione antartica sul Ghiacciaio Shackleton della Texas Tech University del 1964-65, perché le sue ripide scogliere le danno la forma di una mezzaluna (in lingua inglese: crescent).